# Gerhard Rohlfs

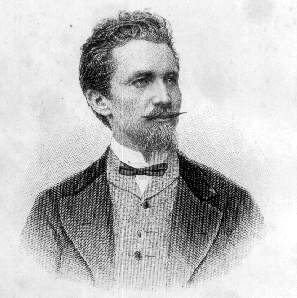
Gerhard Rohlfs

Gerhard Rohlfs (ur. 14 kwietnia 1831 w Bremie, zm. 2 czerwca 1896 w Bad Godesbergu) – niemiecki podróżnik. Przez ponad piętnaście lat wędrował po Afryce i jako pierwszy Europejczyk dotarł do wielu regionów Czarnego Lądu. Niektórzy badacze podejrzewali, że był szpiegiem i awanturnikiem. W latach 1855–1860 służył we francuskiej Legii Cudzoziemskiej i brał udział w podboju Algierii.
W latach 1861–1862 badał Saharę Zachodnią. W 1864 z Tafilaltu przedostał się do oazy Tuat, a stamtąd odbył podróż przez Ghadamis do Trypolisu. W latach 1865–1867 odbył podróż z Trypolisu przez Środkową Saharę do Bornu i dalej przez płaskowyż Dżos nad Benue i do Lagos nad Zatoka Gwinejską. W latach 1867–1868 i 1880 wędrował po Etiopii. W latach 1884–1885 był konsulem niemieckim w Zanzibarze. Jest autorem książek, które odegrały dużą rolę w popularyzacji wiedzy o geografii Afryki.

## Twórczość
- Reise durch Marokko (1869)
- Land und Volk in Afrika (1870)
- Von Tripolis nach Alexandria (1871)
- Quer durch Afrika (1874-75)
- Beiträge zur Entdeckung und Erforschung Afrikas (1876)
- Reise von Tripolis nach der Oase Kufra (1881)
- Quid Novi ex Africa (1886)